# Actio ex recepto
Die actio ex recepto war im römischen Recht eine prätorisch erteilte Klage im Zusammenhang mit Verwahrungspflichten. Derjenige, der eine Sache zur Hinterlegung eingebracht hatte, was aus unterschiedlichen Rechtsverhältnissen herrühren konnte, konnte bei Leistungsstörungen aus der vereinbarten Verwahrungsplicht mit der Klage gegen den für die Verwahrung Haftenden vorgehen.
Eingeführt wurde sie für die Seeleute (nautae), später wurde sie auf den Ladenbesitzer (caupo) und den Gastwirt (stabularius) erweitert. Der Seemann haftete bei Übernahme der Ware des Reisenden für eintretende Schäden anfänglich absolut (receptum nautarum), daher auch für zufällige Sachuntergänge aufgrund von Stürmen, Schiffbrüchen oder Piraterie. Der Eigentümer der Ware konnte sich mittels der Klagen aus actio locati und actio conducti schadlos halten.
Diese Haftung ging dem römischen Juristen Labeo zu weit, weshalb er anregte, Haftungsfragen auf die Missachtung ordnungsgemäßer Bewachung (custodia) zu begrenzen. Er gestand dem aufsichtspflichtigen Verwahrer der Sache andererseits Einrederechte zu. Labeo argumentierte damit, dass der öffentliche Druck größer werde und betonte, dass die bislang angewendeten Spruchformeln zum Problemkreis der locatio conductio, zu welchem die bisher geführten Klagearten bereits nicht recht passten. Die Prätoren reagierten darauf und formulierten – möglicherweise nach hellenistischem Vorbild – eine positive Regelung zur Haftungsentschärfung. Durch die Haftungsmilderung war der Verwahrer fortan nicht mehr der Strenge absoluter Haftungsformen (Zufallshaftungseinschluss) ausgesetzt. Um sich selbst gegebenenfalls schadlos halten zu können, erhielt er die Aktivlegitimation für eine modifizierte actio furti. Die Quellen verraten es nicht ausdrücklich, aber es wird in der heutigen Forschung davon ausgegangen, dass die Haftungsentschärfung auf den Grundsätzen des guten Glaubens (bona fides) beruhte.
Die ursprüngliche Haftung beschränkte sich ab dem Zeitpunkt auf die Fälle, in denen Sondergarantien ausgesprochen waren oder der Vertragsgegner des nauta caupo stabularis mit Einbringung von Sachen außergewöhnliche Gefahren bewusst tragen wollte. Da eine daraus entstandene Verkehrsgewohnheit nicht lange auf sich warten ließ, begnügte man sich zunehmend den Abredeformen „stillschweigender Art“.
Max Kaser untersuchte die actio ex recepto im Zusammenhang von Grenzfragen der Aktivlegitimation zur actio furti und deren damit erweiterten Anwenderkreis.